# دی‌کلرپروپ
دی‌کلرپروپ (به انگلیسی: Dichlorprop) با فرمول شیمیایی C۹H۸Cl۲O۳ یک ترکیب شیمیایی با شناسه پاب‌کم ۸۴۲۷ است؛ که جرم مولی آن 235.064 g/mol می‌باشد. شکل ظاهری این ترکیب، جامد سفید است.